# 원소 (후한)
원소(袁紹, ? ~ 202년 6월 28일(음력 5월 21일))는 후한 말의 군웅이다. 자는 본초(本初)이며 여남군 여양현(汝陽縣) 사람이다.
명문가의 사생아 출신으로 젊어서는 청류파 사상가로 명성을 떨쳤다. 후한의 정치적 부패를 타파하고자 십상시를 일소하였으나, 동탁의 개입으로 정권을 잡는 데 실패하고 중앙에서 쫓겨났다. 원래는 중앙에서 태어난 관료 출신이었지만 사상가·정치가로서의 명망과 경력을 바탕으로 기주 일대에서 빠르게 군벌화하였고, 한복·공손찬·장연·전해·공융 등의 정부 관료·군벌들을 격파·병합함으로써 가장 강력한 세력을 형성하였으나 조조에게 패한 뒤(관도대전) 202년에 병으로 죽었다.
이후 원소의 세력은 후계자인 3남, 원상이 물려받았으나 원상의 생물학적으론 이복형이자 족보상으론 종형이던 원소의 장남, 원담의 반발로 원소 세력은 분열 되었으며 이후 조조의 개입으로 전부 토벌되었다.
배잠(裴潛)은 원소는 4대가 모두 삼공의 직위를 얻은 당대 최고의 명문가 출신으로 ‘외면은 관대하고 우아했고, 재간과 도량을 모두 갖춘’ 인물이라 평했다.

## 생애

### 영제기: 청류 소장파 명사
원소의 고조부는 원안이었고 이 풍채와 외모 전부 수려하고 신분에 구애받지 않으며 다른 사람의 어려운 일을 잘 도와주어 젊어서부터 지도자 기질이 있는 인물이었다. 일반적으로 사세삼공(四世三公)의 적장자로 세상 물정 모르는 인물로 그려지나, 태어날 때 부친인 원성(袁成)이 죽어 유복자로 자랐으며 모친은 노비였다. 원소는 천출이었으므로 비록 효렴(孝廉) 등의 천거를 받지 못했지만, 어린 나이에 당시 삼공의 눈에 들어 삼공부로부터 직접 벽소되는 상당히 파격적인 절차로 20세의 나이에 복양장(濮陽長)으로 부임하였다. 임지에서는 깨끗한 정치로 명성을 얻었으나 부임한 지 얼마 지나지도 않아 적모의 상을 이유로 벼슬을 버리고 낙향하였고, 복상이 끝나자 어려서 아버지를 잃은 것을 추감하며 또다시 3년의 상을 치르는 한편 이후에도 병을 핑계로 벼슬에 오르지 않았다. 당시 후한에서는 삼년상을 치르는 관습이 거의 없었던 점과, 어려서 고아가 된 일을 추감하여 원소만이 다시 복상을 거친 것은 당시에는 그가 유일했다는 기록으로 보아 청렴하고 올바른 정치를 추구했던 원소는 후한 말의 부패한 정치 현실에 대해 적잖이 실망하여 벼슬길을 피한 것으로 생각된다.
6년의 상을 치르고 벼슬에 나서지 않는 동안에 원소는 장맹탁·하백구·오자경(吳子卿)·허자원·오덕유(伍德瑜)·조맹덕 등 많은 선비들과 더불어 사귀었고, 당시 후한의 정치적 부패의 요인이었던 환관(宦官)들의 전횡을 비판하여 많은 추종자들을 얻으며 청류파의 중심에 서게 되니 이에 환관들이 모두 원소를 미워하게 되었다. 십상시 장양(張讓)과 중상시(中常侍) 조충(趙忠)은 원소에 대해 "저 아이가 끝내 무슨 일을 저지를 지 모르겠다"라고 말하였다. 원씨 가문은 환관과 밀접한 관계를 맺고 있었으므로, 원소의 숙부 원외(袁隗)는 원소에게 "가문을 멸망시킬 작정이더냐"라고 크게 꾸짖었다는 일화가 있다. 이에 원소가 천거에 응하여 벼슬을 시작했다는 기록 이 있고, 끝내 원외의 말을 듣지 않았다는 기록도 있어 어떤 것이 옳은지 알 수 없다. 하지만 최소한 184년(광화(光和) 7년) 무렵에는 대장군(大將軍) 하진(何進)의 속관으로 다시 벼슬을 시작하였다. 황건적의 난을 계기로 더 이상 조정의 혼란을 묵과할 수 없다는 청년다운 정의감도 작용했을 것이다.
이후 원소는 학행이 우수하다는 평가를 받아 시어사(侍御史)로 승진하였으나, 사이가 나빴던 종제 원술(袁術)이 상서대에 있었으므로 사직하고 무관직으로 전임해 호분중랑장(虎賁中郞將)이 되었다. 186년(중평(中平) 3년)에는 갑훈(蓋勳)·유우(劉虞)와 같이 금병을 장악하고 쿠데타를 일으켜 십상시 주살을 도모하였으나, 갑훈이 경조윤(京兆尹)으로 전출되어 실행에 옮기지 못하였다.

### 소제기: 맹진 방화조작사건과 십상시의 난
189년(중평 6년), 영제가 붕어하고 하진이 집권하여 환관들과 대립하자 원소는 하진에게 접근하여 환관을 주살할 계획을 세워 하진에게 바쳤다. 하진은 처음엔 원소의 계책을 받아들였으나 누이동생 하태후(何太后)의 반대와 설득에 마음이 돌아선데다가 그 스스로가 환관과 결탁하여 출세한 것이었으므로 쉽게 포기하고 말았다. 이에 원소는 재차 왕광(王匡)·정원(丁原)·교모(喬瑁)·동탁 등 지방의 장수들을 수도 근교로 소집하여 하태후를 비롯한 환관들의 지지세력을 협박하는 계책을 세웠고 다시 하진을 설득하여 왕광에게 강노수 5백을 이끌고 낙양(洛陽)으로 오도록 하는 한편 교모는 성고에 주둔하게 하였으며, 동탁은 관중(關中)으로 오도록 하고, 정원을 시켜 흑산적으로 위장하여 맹진(孟津)을 불태운 다음 흑산적 소탕을 구실로 삼도록 했다.
원소의 협박이 거듭 이어지고 맹진의 불빛이 낙양에까지 비추게 되자 친 환관파 관료들은 모두가 두려워 떨며 십상시를 주살하라고 진언했으나 하태후만이 이를 듣지 않았다. 본디 십상시와 결탁하여 권력을 잡았던 하진은 이들이 몰살당하는 것을 내심 꺼려했으므로 행동이 지체되고 있었다. 원소는 하진을 만나 거듭 설득했고 이에 하진은 원소를 관리의 감찰과 낙양의 치안을 담당하는 사례교위에 임명하고 가절을 내리는 등 막대한 권력을 부여한다. 이에 원소는 황실의 근위병들을 모두 자신의 심복으로 교체하며 태후와 환관들을 낱낱히 감시했는데 마침내 공포에 질린 하태후는 십상시 이하 고위직 환관들을 모두 파직시키자 십상시들은 모두 하진에게 가서 사죄하며 오직 하진의 조치에 따르겠다며 애원한다. 원소는 하진에게 십상시들을 모두 처형할 것을 세 번이나 간하였으나 하진은 모두 듣지 않았고 십상시들에게 고향으로 돌아갈 것을 명령했다.
이에 원소는 하진의 명령을 위조하여 모든 주군에 서찰을 보내 고위 환관의 친속들을 잡아들이고 심문토록 했으나 이미 때는 늦어 하진은 환관들의 반격에 살해되고 만다.(9월 22일(음력 8월 25일))
이를 전해들은 원소는 불같이 진노해 황급히 사병 백 명을 이끌고 수도를 장악하기 위해 장양 내각에서 임명한 친 환관파 관료들을 공격해 살해했으며 하진의 사망으로 인한 병사와 관료들의 혼란을 강경하게 수습했다. 또한 수습한 병사들을 이끌고 황궁을 공격하여 전투를 벌인 끝에 마침내 황궁을 점령했으며 붙잡은 환관들을 노소를 가리지 않고 모두 죽였다. 이때 얼굴에 수염이 없거나 어깨가 넓거나 목소리가 가늘거나 피부가 희고 곱다는 이유로 억울하게 희생된 환관들을 포함해 죽은 환관은 2천 명에 이르렀다고 한다.(십상시의 난)
하지만 원소는 정권을 잡는 데에는 실패하였다. 혼란을 틈타 동탁이 낙양에 군사들을 이끌고 들어와서 황제를 확보하고 정권을 장악했기 때문이다. 당시 황제였던 소제(少帝)는 하태후라는 후견인이 존재하였으며 이미 나이가 많아 동탁이 권력을 휘두르는 데 방해가 되었으므로 동탁은 황제의 폐위를 획책하였는데 이로 인해 원소는 동탁과 심하게 반목하였다. 후한서에 의하면 이때 원소는 폐위를 획책하는 동탁을 준엄하게 꾸짖었으나 동탁은 칼을 어루만지며 "내가 하고자 하는데 안 되는 게 무엇이냐. 감히 애송이 녀석이 내가 하는 일을 막고자 하는가!"라고 말하며 원소를 협박하였다. 이에 원소가 "천하에 힘있는 자가 어찌 동공 뿐이겠습니까!"라고 분연히 말하며 칼을 뽑아든 채로 인사하고 나가버려 좌중을 놀라게 하였다. 곧바로 원소는 인수(印綬)를 낙양의 성문에 걸어놓고는 그대로 낙양을 떠나 발해(渤海)로 갔다. 동탁은 본래 원소를 죽이려 하였으나, 조정에 원소를 지지하는 사람이 많자 마침내 회유책을 써서 원소를 발해태수로 임명하였다. 동탁은 하태후를 죽개했다.(189년 9월 30일/음력 9월 3일)

### 반동탁연합의 맹주
초평(初平) 원년(190), 원소는 반동탁 연합군을 결성해 맹주로 추대되었다. 그 해 동탁이 낙양을 불태우고 장안(長安)으로 천도했으며(4월 9일/음력 2월 17일), 유폐되어 있던 홍농왕(弘農王)을 죽였다(3월 26일/음력 2월 3일).
원소는 이에 대항하여 유우(劉虞)를 황제로 옹립하려고 계획하였다. 곧이어 기주목(冀州牧) 한복(韓馥)과 공모하여 장기(張岐) · 필유(畢瑜)를 유우에게 사자로 보내 제위에 오를 것을 권하였으나, 유우는 이를 완강히 거절하여 무산되었다. 결국 구심점을 잃은 연합군은 동탁과 자웅을 가리지 못한 채 붕괴되고 만다.
동탁은 제후를 진정시키기 위하여 음수(陰脩) · 한융(韓融) · 호모반(胡母班) · 오수(吳脩) · 왕괴(王瑰) 등을 각지에 사자로 보냈다. 원소는 하내태수(河內太守) 왕광(王匡)에게 음수와 오수를 죽이게 하였고, 오직 한융만 명성과 덕망이 있었기 때문에 살아남았다.

### 헌제기: 군벌화와 하북 통일
초평 2년(191), 공손찬이 동탁 토벌을 명분으로 한복이 지배하는 기주를 침공해 한복을 격파했다. 이때 원소는 기주목이었던 한복에게 부득이하게 종속되어 견제, 감시를 받는 입장에 있었으나 배후에서 공손찬의 기주 공격을 조장한 흑막의 장본인이기도 했다. 한복이 패배하여 지배력이 약해진 틈을 타 영내에선 반란이 일어났고, 흑산적(黑山賊) 장연을 비롯해 어부라(於夫羅)·장양(張楊) 등의 군벌이 기주를 넘보았는데 원소는 이들을 모두 격파하였으며 패퇴한 장양·어부라는 원소에게 항복했다. 이로 인해 기주 내에서 위세를 얻은 원소는 이를 바탕으로 한복을 설득하며 또한 협박했다. 겁에 질린 한복은 결국 원소에게 기주목의 자리를 양도한다.
원소가 한복을 협박하여 기주를 빼앗는 데 이용당한 셈이 된 공손찬은 원소와 대립하고 있던 사촌동생 공손월(公孫越)을 파견하여 원술과 우호관계를 맺었다. 원술은 손견(孫堅)과 공손월을 파견해 원소의 간접적인 세력권 내에 있던 양성을 공격하였으나 오히려 패배했을 뿐만 아니라 공손월은 날아온 화살에 맞아 전사했다. 이에 공손찬은 더욱 대노하여 원소를 칠 것을 다짐하고 반하(磐河)에 군대를 주둔시켰다. 당시 공손찬은 하북에서 가장 강력한 세력을 형성한 군벌이었으므로 원소는 직접 대결을 피하고 발해태수의 직위를 공손찬의 종제 공손범(公孫範)에게 양도하면서 공손찬을 회유하려 하였으나, 공손찬은 청주(靑州)·서주(徐州) 일대까지 세력을 확대하여 더욱 강성해졌고, 마침내 기주를 공격했다(192년 1월). 이때 공손찬의 무시무시한 위세에 하북 전체가 흔들렸으며 기주의 수많은 성읍들이 공손찬에게 투항하였다고 한다. 이를 좌시할 수 없었던 원소는 마침내 직접 군대를 거느리고 나와 공손찬과 일전을 벌인다. 당시 막 출범한 신생세력에 지나지 않았던 원소는 공손찬에 비해 군대의 수와 장비, 훈련도 등 여러 면에서 압도적으로 불리하였으나 반하, 계교에서 거듭 벌어진 회전에서 공손찬을 크게 격파하였다.
이때 공손찬의 진형이 무너지자 승리를 확신한 원소가 방심하여 보병 수십 명만 이끌고 공손찬이 패퇴하는 것을 건너편에서 지켜보다가 퇴각하던 공손찬 휘하의 기병대 수천 명에게 포위되고 말았는데, 군사 전풍(田豊)이 원소를 구해 담 사이에 피난시키려고 하자 모자를 벗어 집어던지며"대장부라면 응당 적에게 돌진하여 죽는 것이 마땅하거늘, 어찌 담장 사이로 몸을 숨긴단 말인가!"라고 말하며 나아가 싸워 이에 모든 병사들이 분발하였다. 공손찬의 병사들은 적의 병력이 너무 적었기 때문에 이들의 지휘관이 원소일 것이라고 생각지 못하였고, 의외로 강한 저항에 부딪히자 기가 눌려 퇴각하였다.
공손찬은 비록 계교 전투에서 대패하였으나 이후에도 거듭 군사를 일으켜 원소를 공격하였다. 전투는 여러 곳에서 한동안 계속되었는데, 마침내 원소와 공손찬은 평원군 일대에서 다시 만나 회전을 벌였고, 여기서 공손찬은 또다시 원소에게 대패하였다. 다급해진 공손찬은 초평 4년(193년) 초에 원소와 화친을 맺었다.
초평 4년(193), 흑산적의 총수 장연은 원소와 공손찬이 싸우는 틈을 타 원소의 근거지인 업(鄴)을 습격하여 위군태수(魏郡太守) 율성(栗成)을 죽였다. 이때 원소군의 수뇌부는 공손찬을 격파하고 화친을 맺어 박락진(博洛津)에서 전쟁이 끝난 것을 축하하는 연회를 열고 있었는데, 업이 함락되었다는 보고를 받자 자리에 있던 사람들은 모두 경악하였고 혼란에 빠졌으나 원소는 평소의 모습을 전혀 잃지 않고 태연자약하게 행동하였다. 혼란을 수습한 원소는 업으로 진격하였고, 창암곡(蒼巖谷)에서 흑산적 두목 우독(于毒)과 장안에서 임명한 기주목 호수(壺壽)를 격파하고 1만 명을 참하였으며, 녹장산(鹿場山)에서 좌자장팔(左髭丈八)의 군대를 전멸시켰다. 또한 다시 청우각(靑牛角)·이대목(李大目)·황룡(黃龍)·좌교(左校)·유석(劉石)·우저근(于氐根) 등을 공격하여 대파하고 수만 명의 수급을 얻었다. 업은 3개월 만에 수복되었으며, 이후 흑산적과 교전을 거듭하여 이듬해에는 상산(常山)에서 장연까지 격파하였다. 장연은 상산전투 이후에도 원소의 집요한 군사·외교적인 공격을 받아 점차 몰락한 것으로 보인다.
공손찬은 화친을 맺고 후퇴하였으나 장연의 공격으로 원소가 위기에 몰리자 곧 이를 파기하고 다시 원소를 공격하였다. 하지만 공손찬은 이 무렵부터 평소의 과격하고 잔인한 성품이 더욱 두드러지고 명망 높은 황족 유우를 죽인 일로 인해 신망을 완전히 잃었으며 내부 문제에 시달렸으므로 더 이상 대대적인 공세를 취하지 못하였다. 장연과의 싸움을 끝낸 원소는 유우의 아들 유화(劉和)를 앞세워 공손찬에게 공세를 펼치기 시작하였는데, 공손찬의 악정에 시달리던 백성들은 열광적으로 이를 맞이하였다. 또한 원소는 오환(烏丸)·선비(鮮卑)·흉노(匈奴)를 비롯한 북방의 기마민족들에게 우호적인 자세로 유화책을 펼쳤고, 평소 공손찬의 강경책에 시달려 오던 이들도 원소에게 적극적으로 호응하여 공손찬을 공격했다.
흥평(興平) 2년(195), 포구에서 원소군과 전투를 벌인 공손찬은 참패하여 수만 명의 군사를 잃었고, 각지의 반란으로 인해 그 위세가 극도로 약해져 몰락하기 시작하였다. 이후 공손찬은 역경(易京)에 요새를 짓고 수비에 전념하였다.

### 조조와의 대립
초평 3년(192), 동탁이 여포(呂布)에게 살해된 이후, 동탁의 잔당 이각(李傕) 등이 장안에 내습하여 조정은 일대 혼란에 빠지게 된다. 흥평 2년, 마침내 헌제는 이각·곽사(郭汜)에게서 벗어나고자 장안을 탈출하여 낙양으로 향한다. 이때 참모 곽도(郭圖)는 황제를 영입하여 우리들의 세력권 내에 있는 마을로 천도를 해야 한다고 진언했으나, 원소는 동탁이 임명한 헌제(獻帝)의 정통성을 인정할 수 없었던 데다, 황실은 이미 쇠락하여 다시 일어설 수 없다 여겼으므로 이를 받아들이지 않았다. 이듬해 헌제는 조조에게 보호받는 처지가 되었는데, 그때까지 평범한 군벌 수준에 지나지 않았으며 심지어, 원소계 군벌로까지 분류되던 조조는 황실의 권위와 명망을 되살려내는 데 성공하며 명분을 얻었고, 그때까지 원소가 누려 왔던 명분적 우위를 뒤집어 버렸다.
본디 군웅할거 초반의 조조는 식견과 안목에 있어서도 별다른 능력을 보이지 못했으며, 원소의 도움을 받고서야 군벌로서 어느 정도 성장해 나갈 수 있었다. 조조가 황제를 보호함으로써 크게 두각을 나타내기 시작하자, 그때까지 조조를 다소 얕보고 있었던 원소는 그제서야 크게 후회했다고 한다.

### 도성의 권력을 탐하기 보다 국경 방위에 전념
원소는 헌제에게 상소문을 써 바침으로 일단 황제의 권위에 물러서는 입장을 보였으나, 이에 고무된 조조가 스스로 대장군에 오르고 원소를 실권이 없는 직위인 태위에 임명하자 이를 사양하고 받지 않았다. 또한 조조에 대해 "수차례나 죽을 지경에 놓인 것을 그때마다 번번이 구해주었더니 이제는 황제를 끼고서 나에게 호령하는구나."라고 말하며 분노했다고 한다. 비록 명분적 우위를 차지했으나 당시 세력면에서 원소의 상대가 되지 않던 조조는 이에 크게 두려워하며 대장군의 지위를 포기하고 원소에게 양보했다.
이렇듯 대장군 취임을 놓고 벌어진 원소와 조조의 알력싸움은 원소의 승리라는 형태로 끝이 났고, 헌제라는 새로운 명분 아래의 1인자도 원소가 차지하는 듯 보였지만 양자의 충돌은 이미 시간 문제가 되어 있었다.

### 후계자 선정 문제
원소의 장남 원담은 사치스럽고 교만한 성격이었기 때문에 원소는 이 무렵 후계자 선정에 있어서도 고심하고 있었다.
원소는 막내아들 원상의 용모와 재능을 아꼈으나 원상은 나이가 너무 어려 후계자로 삼기에 문제가 있었다. 그러나 원소의 총애를 받던 후처 유부인은 미소년이었던 원상을 심하게 편애하여 그를 강하게 지지했으며 원소 또한 원상을 총애하고 있었으므로, 마침내 원상이 장성하면 후계자로 삼기로 결심하고 원담을 형의 양자로 입적시켜 자신의 호적에서 폐출시켰으며 청주의 도독으로 삼아 내보냈다. 저수(沮授)는 이에 대해 간언하지만 원소는 오히려 "다른 자식들도 각 주로 내보내 그 역량을 살펴보겠다"라고 말하며 무시했다.
이때 원소는 원상이 장성하여 후계자로서의 경력과 권위를 인정받기 이전에 자신이 죽음으로써 후계문제에 혼선이 생길 가능성 따위는 전혀 염려하지 않았던 듯하지만, 결과적으로 원소가 병으로 걱정 속에 사망(憂死)함에 따라 나이가 어렸던 원상은 그 지지기반이 극히 취약한 상태에서 집권하게 되었으며, 원담 또한 청주의 도독으로서 독단적인 행동이 가능한 위치였으므로 이는 원씨 일족이 내분에 빠져 멸망하는 원인이 된다.
또한 이 무렵부터 원소는 정권의 2인자였던 저수와 별가(別駕) 전풍을 대표로 한 기주의 호족·명사 계층과의 대립이 심해졌던 것으로 보인다.
이것은 사적에 건안(建安) 원년(196) 경을 시작으로 원소가 저수와 전풍의 간언을 거듭 무시하는 부분에서 나타나는데, 사료의 부족으로 자세한 전모를 파악하는 것은 불가능하나 확실한 것은 이 무렵부터 원소 정권 내부에서 저수·전풍으로 대표되던 기주계 인사들이 소외되기 시작하여 급기야는 2인자였던 저수가 탄핵까지 받고 점차 실각되었으며 이와 반대로 곽도·순우경(淳于瓊)을 위시한 중원 출신의 관료계 인사들이 부각되기 시작한 것이다. 실제로 관도전투 무렵 원소군의 주요 간부들은 심배(審配) 정도를 제외하면 거의 전부가 하남출신의 인물들이며 이를 봤을 때 원소와 저수의 대립은 지역적, 정치적인 고려와도 무관하지 않다.
원소 진영의 파벌 싸움은 일반적으로 알려져있다시피 간부들의 거듭된 다툼 속에서 우유부단한 원소가 방관자적 위치를 취한 것이 아니라, 오히려 원소가 파벌 싸움을 적극적으로 조장, 개입하며 자신의 반대파를 배제한 것에 가깝다.
이런 점에서 저수와 전풍(특히 전풍)은 조조의 라이벌이었던 원소의 어리석음을 강조하기 위해 후세에 의도적으로 신격화되었을 가능성도 있다.

### 관도전투와 그 이후
건안 4년(199), 공손찬을 공격해 멸망시키고 그 영토를 병합하였다.
이로써 그의 세력은 기주(冀州)·유주(幽州)·병주(幷州)·청주(靑州) 등 4주에 미치게 된다. 원소는 원담을 청주자사(靑州刺史), 원희(袁熙)를 유주자사(幽州刺史), 조카 고간(高幹)은 병주목(幷州牧)으로 삼아 각각 통치하게 했다.
- 비록 진수(陳壽)의 삼국지는 원담·원희·고간의 임명을 199년으로 서술했지만 원담은 이미 193년부터 청주에 부임한데다가[12], 196년에 정식으로 자사가 된 것으로 보이기에[13] 엄밀히 말해 삼국지의 기록은 틀린 것이다. 고간과 원희의 경우도 임지에 부임한 해가 199년인지 알 수 없으며, 이는 아마 199년까지의 일을 축약해 적은 것으로 생각된다.

건안 5년(200), 유비(劉備)가 조조를 배반하고 서주를 점거해 원소와 동맹을 맺은 일은 모처럼 만나기 힘든 호기였으나 원소는 결정적인 순간에 결단을 내리지 못했다. 조조가 유비를 공격하고 있을 때, 참모 전풍이 조조의 배후를 찌르도록 진언했지만 자식의 병을 이유로 허가하지 않아 기회를 놓치고 만다. 결국 유비는 패배하여 원소에게로 도망쳐 왔다.
- 이때 원소가 아들의 병을 이유로 출병을 거절한 사건은 한 세력의 수장으로서 너무나 비상식적인 일이었을뿐더러, 일가가 몰살당하거나 포로로 잡혔을 때도 전혀 아랑곳하지 않던 이전 원소의 행동과도 반대되는 태도였기 때문에 단지 핑계였을 뿐이라고 보는 견해도 많다.[14]

곧 본격적인 원소의 남진이 시작되었다. 원소군은 국지전에서 안량(顔良)과 문추(文醜)와 같은 유력 지휘관이 전사하는 등 손실을 입었지만, 사실 전황 자체는 순조로운 원소군의 우위로 진행되었으며 철수를 거듭하던 조조는 군세를 모아 관도에서 원소를 공격했으나, 대패하여 굳게 진영을 지킨다. 원소는 관도를 포위공격했으나 조조군 역시 필사적으로 저항했으므로 3개월 가까이 함락시키지 못했다. 하지만 조조가 관도에서 고립되고 전황이 조조에게 점점 불리하게 되자, 원소의 선동공작이 효과를 거두어 조조의 세력권 내 여러 곳에서 원소에 호응한 대규모 반란이 일어났는데, 특히 예주의 경우는 단지 양안군(陽安郡)만을 제외한 모든 군현이 원소에게 호응해 반기를 들 정도였다. 안팎으로 궁지에 몰린 조조는 패배직전의 위기에 빠졌다.
하지만 이때 반전이 일어났다. 당시 원소의 참모 허유(許攸)는 자신의 비리가 드러난 것이 두려워 원소를 배신하며 조조에게 원소군 군량고의 위치 등의 기밀 정보들을 가르쳐 줬는데. 그 결과 오소(烏巢)의 보급기지는 조조에게 함락당했으며 그 책임 소재를 두고 간부들 사이에 충돌이 일어난 끝에 장합(張郃)과 고람(高覽)이 원소를 공격하고 진영을 불태워버린 뒤 조조에게 투항했는데, 이로 인해 원소군은 대혼란에 빠졌으며 총대장 원소의 생사조차 불분명해졌으므로 사실상 군대는 완전히 붕괴되어 어이없이 괴멸당하고 말았다.
이로 인해 원소의 영지 내에서는 대규모의 반란이 일어났으나, 원소는 자신이 살아있음을 알린 후 패잔병들을 수습하여 반란을 일으킨 군현들을 모두 공격해 평정하였다(201년 4월).
비록 관도에서 패하긴 했지만 원소의 세력은 여전히 조조를 웃돌고 있었다. 하지만 원소는 관도에서 패배한 이후 병을 얻었고, 건안 7년(202) 5월 경술일(庚戌日)에 걱정 속에 죽었다.
원소는 사람됨이 관아하였으며 올곧고 바른 정치를 펼쳐 존경을 받았고, 그에게 불만을 내는 목소리가 없을 정도였다고 한다. 원소가 죽자 지체높은 사대부에서 시골의 비천한 아낙네에 이르기까지 하북의 모든 계층의 사람들이 그 죽음을 비통해하여 온 거리와 저자에 통곡이 끊이지 않았고, 간혹 원소의 죽음을 두고 부모가 죽은 것처럼 상을 치르는 자도 있었다.
비록 원소가 생전 원상을 후계자로 지목하였으나 원소가 죽을 때 나이가 어렸던 원상의 기반은 극히 취약했다. 원담은 노골적으로 원상을 거역하며 대립했으며, 결국 실패하게 되자 조조에게 항복하여 조조와 같이 원상을 공격했다. 또한 고간 역시 표면적으로는 원상을 따랐으나 한편으론 은밀히 자립을 획책하여 원상이 조조와 원담에게 협공당하는 위기에 빠지자 원상을 배신했다. 결국 건안 9년(204)에 조조에 의해 업이 함락되면서 원소의 세력은 사실상 와해되고 만다.
원담은 업이 함락된 이후 조조에게 반기를 들었다가 패하여 죽었다. <<삼국지연의>>에서는 조홍(曹洪)에게 살해되는 것으로 묘사된다. (205년 1월)
원상은 각지를 망명하며 재기를 도모하지만 최후엔 요동에서 공손강(公孫康)에게 살해당하여 그 수급이 조조에게 보내진다. (207년 9월,혹은 10월)
고간은 조조에게 항복했다가 군사를 이끌고 업을 습격해 전복시킬 계획을 세웠으나 실패하고 호관에서 저항하다가 유표에게로 도주하려 했으나 도중에 상락현에서 왕염에게 살해당했다.

## 평가
삼국지의 저자 진수는 원소를 유표와 묶어 평가했다.
"원소와 유표는 모두 위엄과 무용이 있었고, 넓은 도량과 식견이 있었기에 그 당시 이름을 떨쳤다. 유표는 장강 남쪽을 지배하고, 원소는 황하 북쪽에 세력을 구축하였으나, 그들은 모두 겉으로는 관대했지만 속으로는 질시하고, 모략을 좋아하였으며, 결단력이 없고, 인재가 있어도 등용하지 않고, 예의를 버리고 편애를 숭상했으므로, 후계자의 시대에 이르러서 고통을 당하고 사직이 엎어졌어도 결코 불행한 것이 아니다. 초나라 항우는 범증의 계략을 듣지 않아 왕업을 잃었는데, 원소가 전풍을 죽인 것은 항우의 실책보다 더한 것이다."
진수는 원소를 부정적인 시선으로 바라보았으며, 원소의 능력에 대해서는 마지못해 인정하면서도 곧 무자비하게 원소를 깎아 내렸다. 또한 그것만으로는 부족하다고 생각했는지 원소가 전풍을 죽인 일은 항우의 실책보다도 더한 일이라고 덧붙였다.
소설 《삼국지연의(三國志演義)》의 저자 나관중(羅貫中)은 원소를 우유부단하고 무능한 인물의 전형으로 묘사했다. 독선적이고 과감한 면모를 보이던 원소는 삼국지연의의 대중적인 인기에 힘입어 우유부단함의 상징과도 같은 인물로 인물상이 왜곡되었고 이 시각은 수백년간 지속되어 현대에도 원소는 우유부단한 인물의 표상으로 널리 알려져 있다. 원소는 연의에서든 정사에서든 좋지 못한 평가를 받고 있다.
후한서 등의 다른 기록을 보아도 원소는 그의 실책보다는 위진을 정통으로 하는 시각의 영향으로 인해 크게 폄하되었던 것으로 보인다. 이러한 시각에서 다소 자유로울 수 있었던 후한서의 저자 범엽은 원소를 이렇게 평가했다.
"본디 원소는 호협한 기백으로써 따르는 무리를 얻었으며, 마침내는 웅패의 뜻을 마음에 품었다. 천하의 승병(이기는 군사)들을 이끌며 이로써 위명을 떨치지 않는 것이 없었고 시험에 직면함에 이르러서는 과감히 결단하여 맞섰으므로 이에 날랜 장정들은 목숨을 다투어 그를 따랐으며, 깊은 꾀를 가지고 또한 의론에 뛰어나 지혜 있는 선비들도 그에게 마음이 기울어졌다. 성재는 여기서 비롯된 것이 아니겠는가!"
또한, 원소가 실패한 이유 역시 진수와는 다르게 보았다.
"하지만 그는 자긍심이 강해 오만하며 스스로의 기량을 지나치게 과신했으므로 (다른 사람의 간언을 받아들이며)선을 행하는 데에 문제가 있었다. 그렇기에 관도에서 패하기에 이른 것이다."
원소는 하는 일마다 실패를 반복했다.
- 십상시를 전부 죽이는 데 성공했으나 뒤늦게 나타난 동탁이 자신이 십상시 토벌에 아무 기여를 하지 않았다는 이유로 낙양에 눌러살게 되었으며 이 때 동탁은 엄청난 전횡을 일삼았다.
- 동탁을 피해 도망가면서 인재를 모집했는데 모집했다는 인재들이 안량이나 문추같은 형편없는 인물들이었다.
- 동탁이 옹립한 후한 헌제를 인정할 수 없다며 유우를 옹립했으나 이게 되려 원소가 황제를 부정하는 인물로 낙인찍히는 원인이 되었다.
- 국의가 자신의 능력과 공만 믿고 함부로 행동하자 국의를 처형했는데 그 이후부터 공손찬과의 싸움이 매우 어려워졌다.
- 관도 대전이 벌어져 조조와 맞붙게 되었는데 이 때 자신의 휘하에서 오래 있었던 곽도를 편애하고 능력이 뛰어난 저수와 전풍을 멀리했는데 그 결과 조조군과 싸우기만 하면 패배했다.
- 문추를 출진시키면서 그 부장으로 유비를 딸려줬으나 유비는 도망갔고 문추는 전사했다.
- 자신의 태생적 한계를 극복하기 위해서 정실 부인을 황실 종친인 유씨로 맞이했으나 이 유씨의 성품은 참으로 고약했다. 자신이 낳은 원상만 편애했으며 원소가 사망하자 원소의 첩 5명을 참수하고 그 5개의 머리에 온갖 낙인을 찍었다. 또한 유씨가 원소 세력의 분란을 심하게 조장하여 결국 원소 세력은 멸망하게 되었다.

## 원소를 섬긴 사람들
이들은 직접적으로 원소 휘하에서 활동한 사람들이며, 고간 및 장홍 · 선우보 · 원소의 아들들(원담 · 원희 · 원상)의 속관과 원소 사후의 행적만 있는 사람들은 제외하였다.
제외된 사람들은 고간 · 장홍 · 선우보 · 원담 · 원희 · 원상 등의 항목을 참조할 것.
신명은 나관중(羅貫中)의 소설 《삼국지연의(三國志演義)》에 등장하는 가공의 인물이다.
진진이 원소를 섬겼다는 기록은 《삼국지연의》에만 해당된다.
| - 견초 자경(子經) - 경포 - 계옹 - 고간 원재(元才) - 고람 - 고유 문혜(文惠) - 공손독 - 곽도 공칙(公則) - 곽조 - 국의 - 노식 자간(子幹) - 도승 - 동소 공인(公仁) - 맹대 - 문추 - 봉기 원도(元圖) - 서훈 | - 선우보 - 수고 백토(白兎) - 수원진 - 순심 우약(友若) - 순욱 문약(文若) - 순우경 중간(仲簡) - 신명 - 신비 좌치(佐治) - 신평 중치(仲治) - 심배 정남(正南) - 안량 - 양림 - 여위황 - 염유 - 왕마 - 왕문 - 유비 현덕(玄德) | - 유자황 - 유화 - 유훈 - 율성 - 응소 중원(仲瑗) - 이연 - 장기 - 장도 경명(景明) - 장의거 - 장합 준예(儁乂) - 장홍 자원(子源) - 저수 - 저종 - 전풍 원호(元皓) - 정현 강성(康成) - 조예 - 조조 맹덕(孟德) | - 주령 문박(文博) - 주앙 - 주우 인명(仁明) - 주한 - 주흔 대명(大明) - 진림 공장(孔璋) - 진우 공위(公瑋) - 진진 효기(孝起) - 최거업 - 최염 계규(季珪) - 하무 - 한거자 - 한복 문절(文節) - 한순 - 허유 자원(子遠) |

## 원소의 친족관계

### 관련 인물
원기　원담　원매　원봉　원상　원성　원술

원안　원외　원요　원유　원윤　원평　원희

## 전기 자료
- 『후한서』 권74, 「열전」64, 원소
- 『삼국지』 권6, 「위서」6, 원소

## 같이 보기
- 삼국지 인물 목록

## 참고 문헌
- 진수(3세기), 《삼국지》 〈권6〉 〈원소전〉